# Acaronia
Az Acaronia a sügéralakúak rendjébe és a bölcsőszájúhal-félék (Cichlidae) családjába tartozó egyik halnem.

## Rendszerezés
A nembe az alábbi 2 faj tartozik:
- Acaronia nassa
- Acaronia vultuosa